# Pycnophyes
Genre
Synonymes
- Kinorhynchus Sheremetzevskii, 1974
- Trachydemus Zelinka, 1907 nec Chevrolat, 1873

Pycnophyes est un genre de kinorhynches de la famille des Pycnophyidae.

## Liste des espèces
Selon Sánchez, Yamasaki, Pardos, Sørensen et Martínez en 2016 :
- Pycnophyes alexandroi Pardos, Sánchez & Herranz, 2016
- Pycnophyes almansae Sánchez, Herranz, Benito & Pardos, 2014
- Pycnophyes apotomus (Higgins, 1983)
- Pycnophyes aulacodes Sánchez, Pardos, Herranz & Benito, 2011
- Pycnophyes beaufortensis Higgins, 1964
- Pycnophyes calmani Southern, 1914
- Pycnophyes communis Zelinka, 1908
- Pycnophyes egyptensis Higgins, 1966
- Pycnophyes frequens Blake, 1930
- Pycnophyes giganteus (Zelinka, 1908)
- Pycnophyes ilyocryptus Higgins, 1961
- Pycnophyes neuhausi Higgins, 2004
- Pycnophyes newguiniensis Adrianov, 1999
- Pycnophyes newzealandiensis Adrianov, 1999
- Pycnophyes norenburgi Herranz, Sánchez, Pardos & Higgins, 2014
- Pycnophyes oshoroensis Yamasaki, Kajihara & Mawatari, 2012
- Pycnophyes paraneapolitanus (Sheremetevskij, 1974)
- Pycnophyes parasanjuanensis Adrianov & Higgins, 1996
- Pycnophyes robustus Zelinka, 1928
- Pycnophyes sanjuanensis Higgins, 1961
- Pycnophyes schornikovi Adrianov, 1999
- Pycnophyes stenopygus Higgins, 1983
- Pycnophyes tubuliferus Adrianov, 1989
- Pycnophyes zelinkaei Southern, 1914

## Publication originale
- Zelinka, 1896 : Demonstration von Taflen der Echinoderes-Monographie. Verhandlungen der deutschen zoologischen Gesellschaft, vol. 6, p. 197–199 (texte intégral).